# Rozella longicollis
Rozella longicollis är en svampart som beskrevs av Karling 1966. Rozella longicollis ingår i släktet Rozella och riket svampar.   Inga underarter finns listade i Catalogue of Life.